# Athlia parvissima
Athlia parvissima är en skalbaggsart som beskrevs av Saylor 1946. Athlia parvissima ingår i släktet Athlia och familjen Melolonthidae. Inga underarter finns listade.